# Rocca Canterano
Rocca Canterano és un comune (municipi) de la ciutat metropolitana de Roma, a la regió italiana del Laci, situat uns 45 km a l'est de Roma. L'1 de gener de 2018 tenia 189 habitants.
Rocca Canterano limita amb els següents municipis: Agosta, Anticoli Corrado, Canterano, Cerreto Laziale, Gerano, Marano Equo i Saracinesco.

## Persones il·lustres
- Florestano Di Fausto, arquitecte, enginyer i polític.